# 海基·耶恩
海基·耶恩（芬蘭語：Heikki Järn，1941年9月23日—），芬兰男子冰球运动员，场上位置是后卫。他曾代表芬兰国家队参加1972年冬季奥林匹克运动会冰球比赛，获得第5名。